# معرض جائزة جون مورس
معرض جائزة جون موريس هو معرض معرض فني سنوي تنافسي يقام في معرض ووكر للفن، بمدينة ليفربول. أطلق المعرض علي اسم السير جون موريس (1896-1993) ، أسس السير جون المسابقة وهو رئيس ومؤسس إمبراطورية ليتلوودز لبيع الملابس بالتجزئة.

## تاريخ المسابقة
المسابقة من اشهر المسابقات البريطانية التي تستهدف الرسامين فقط والتي أقيمت لأول مرة عام 1957.
المسابقة أصبحت جزء من بينالي ليفربول ، وهو احتفال على مستوى المدينة بالفنون يشمل حكايات ليفربول ومعرض بلوكوتس وأماكن أخرى في ليفربول.

## تطور المعرض
في عام 2008 أصبح المعرض جزء مهم من احتفالات ليفربول عاصمة الثقافة الأوروبية .